# Lijst van gemeentelijke monumenten in Gassel
De plaats Gassel kent 19 gemeentelijke monumenten. Hieronder een overzicht.
| Object                                                      | Bouwjaar          | Architect | Locatie                          | Coördinaten                   | Nr.         | Afbeelding                                                  |
| ----------------------------------------------------------- | ----------------- | --------- | -------------------------------- | ----------------------------- | ----------- | ----------------------------------------------------------- |
| Mariakapel                                                  |                   |           | Broekstraat / Graafschedijk ong. | 51° 43' 49" NB, 5° 47' 7" OL  | 0786/GRA108 | Mariakapel                                                  |
| Peuterspeelzaal (voormalig dorpsschoolgebouw)               |                   |           | Dorpstraat 6                     | 51° 44' 24" NB, 5° 46' 51" OL | 0786/GRA105 | Peuterspeelzaal (voormalig dorpsschoolgebouw)               |
| Vrijstaande woning                                          | circa 1910        |           | Dorpstraat 8                     | 51° 44' 24" NB, 5° 46' 51" OL | 0786/GRA54  | Vrijstaande woning                                          |
| Vrijstaande woning                                          |                   |           | Dorpstraat 14                    | 51° 44' 25" NB, 5° 46' 54" OL | 0786/GRA55  | Vrijstaande woning                                          |
| Woning en winkel                                            |                   |           | Dorpstraat 15-15A                | 51° 44' 26" NB, 5° 46' 54" OL | 0786/GRA106 | Woning en winkel                                            |
| Vrijstaande woning                                          | circa 1875        |           | Dorpstraat 17                    | 51° 44' 26" NB, 5° 46' 55" OL | 0786/GRA56  | Vrijstaande woning                                          |
| Vrijstaande woning                                          | 1910              |           | Dorpstraat 22                    | 51° 44' 25" NB, 5° 46' 57" OL | 0786/GRA57  | Vrijstaande woning                                          |
| Vrijstaande woning                                          |                   |           | Dorpstraat 25                    | 51° 44' 25" NB, 5° 46' 59" OL | 0786/GRA58  | Vrijstaande woning                                          |
| Vrijstaand herenhuis                                        |                   |           | Dorpstraat 33                    | 51° 44' 23" NB, 5° 47' 3" OL  | 0786/GRA59  | Vrijstaand herenhuis                                        |
| Vrijstaande bedrijfswoning                                  |                   |           | Dorpstraat 44                    | 51° 44' 16" NB, 5° 47' 10" OL | 0786/GRA107 | Vrijstaande bedrijfswoning                                  |
| Vrijstaande woonboerderij                                   |                   |           | Heidestraat 7                    | 51° 44' 21" NB, 5° 46' 20" OL | 0786/GRA60  | Vrijstaande woonboerderij                                   |
| Vrijstaande woning                                          | circa 1910        |           | Hoeve 2                          | 51° 44' 28" NB, 5° 46' 38" OL | 0786/GRA61  | Vrijstaande woning                                          |
| Alle opstallen, erfstructuren en landschappelijke elementen |                   |           | Hogendijk 1                      | 51° 44' 37" NB, 5° 46' 58" OL | 0786/GRA113 | Alle opstallen, erfstructuren en landschappelijke elementen |
| Vlaamse schuur                                              |                   |           | Hogendijk 1                      | 51° 44' 37" NB, 5° 47' 2" OL  | 0786/GRA114 | Vlaamse schuur                                              |
| Vrijstaande woning                                          | circa 1910        |           | Julianaplein 3                   | 51° 44' 26" NB, 5° 46' 52" OL | 0786/GRA63  | Vrijstaande woning                                          |
| Gemengd bedrijf met woning                                  |                   |           | Kapellaan 8                      | 51° 43' 55" NB, 5° 46' 45" OL | 0786/GRA64  | Gemengd bedrijf met woning                                  |
| Vrijstaande woonboerderij                                   |                   |           | Ten Holtweg 4                    | 51° 44' 11" NB, 5° 47' 13" OL | 0786/GRA62  | Vrijstaande woonboerderij                                   |
|                                                             |                   |           | Torenstraat 6                    | 51° 44' 21" NB, 5° 46' 46" OL | 0786/GRA65  |                                                             |
| Kortgevelboerderij                                          | 1e helft 19e eeuw |           | Torenstraat 10                   | 51° 44' 16" NB, 5° 46' 37" OL | 0786/GRA66  | Kortgevelboerderij                                          |